# Ocotepec de Morelos
Ocotepec de Morelos är en ort i Mexiko.   Den ligger i kommunen Almoloya och delstaten Hidalgo, i den sydöstra delen av landet, 80 km öster om huvudstaden Mexico City. Ocotepec de Morelos ligger 2 518 meter över havet och antalet invånare är 551.
Terrängen runt Ocotepec de Morelos är kuperad åt nordost, men åt sydväst är den platt. Runt Ocotepec de Morelos är det ganska tätbefolkat, med 60 invånare per kvadratkilometer. Närmaste större samhälle är Apan, 8,6 km nordväst om Ocotepec de Morelos. Trakten runt Ocotepec de Morelos består till största delen av jordbruksmark.